# Гарасимов
Гара́симов (укр. Гарасимів) — село в Обертинской поселковой общине Ивано-Франковского района Ивано-Франковской области Украины.
Население по переписи 2001 года составляло 1436 человек. Занимает площадь 28,834 км². Почтовый индекс — 78051. Телефонный код — 03479.

## История

### Польский период
Первое упоминание 1449 г. 

### Австрийская оккупация
В период с февраля-марта 1915 и в 1916 году в селе проходила линия фронта между австро-венгерскими войсками и Российской армией. Село незколько раз переходило из рук в руки

### Второй польский период
В 1930-х годах в селе действовала организация "Сельроб-единство".

### Немецкая оккупация
Летом 1941 года в селе было убито около 20-30 евреев.Всех их потопили в реке Днестр.

### Советский период
В селе построен колгосп имени Жданова и установлено погрудье А.А.Жданова

## Археология
- Наедены изделия труда керамические эпохи верхнего палеолита[1]

## Памятки
- Памятник Андрея Александровича Жданова
- Могилы австро-венгерских и русских солдат, что погибли в Первой мировой войне[3]
- Церковь 1909 г.
- Пугачевка ботанический заказник
- Лысая гора ботаническая памятка природы